# بیمارستان فرانسوی-ویتنامی
بیمارستان فرانسوی-ویتنامی (به لاتین: Franco-Vietnamese Hospital) یک بیمارستان در ویتنام است که در Phu My Hung, District 7, Ho Chi Minh City واقع شده‌است.